# سلطانة (المدينة المنورة)
سلطانه، (بالإنجليزية: Sultanah)، هو شارع يضم العديد من المطاعم، والمحلات التجارية، في منطقة المدينة المنورة، في غرب المملكة العربية السعودية.

## وصلات خارجية
1. ↑  الوكالة الوطنية للاستخبارات الجغرافية المكانية. Oppføring i جيونيمز. (søk) Henta 14. mars 2016. نسخة محفوظة 8 سبتمبر 2019 على موقع واي باك مشين.

- موقع إمارة المدينة المنورة نسخة محفوظة 8 يونيو 2007 على موقع واي باك مشين.
- موقع أمانة المدينة المنورة